# 拉古埃尼耶尔
拉古埃尼耶尔（法語：La Gouesnière，法語發音：[la ɡwɛnjɛʁ]）是法国伊勒-维莱讷省的一个市镇，属于圣马洛区。

## 地理
拉古埃尼耶尔（48°36'19"N, 1°53'39"W）面积8.74 平方千米，位于法国布列塔尼大區伊勒-维莱讷省，该省份为法国西北部沿海省份，位于布列塔尼半岛东部，北濒大西洋，西接阿摩尔滨海省和莫尔比昂省，南至大西洋卢瓦尔省，西南端接曼恩-卢瓦尔省，东临马耶讷省，东北与芒什省接壤。
与拉古埃尼耶尔接壤的市镇（或旧市镇、城区）包括：圣梅卢瓦德松德、圣伯努瓦德松德、圣吉努、圣佩尔马克昂普莱、拉弗雷奈。

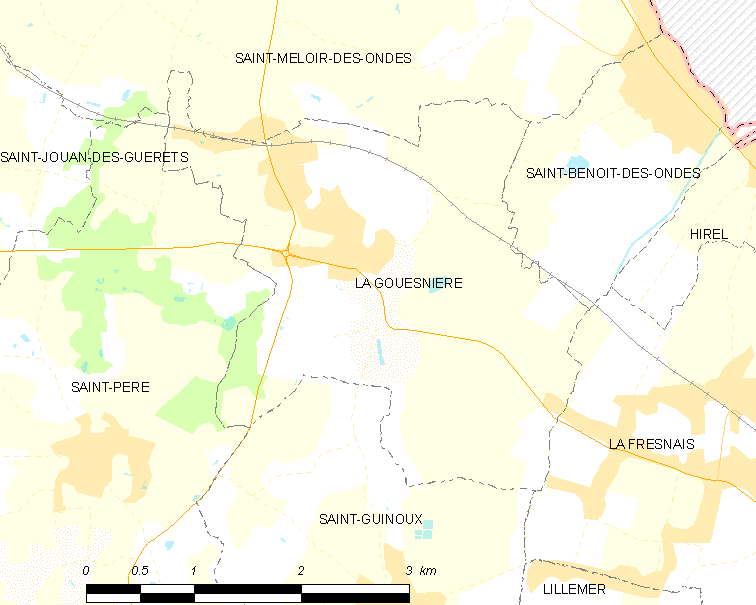
拉古埃尼耶尔的OSM定位图

拉古埃尼耶尔的时区为UTC+01:00、UTC+02:00（夏令时）。

## 行政
拉古埃尼耶尔的邮政编码为35350，INSEE市镇编码为35122。

## 政治
拉古埃尼耶尔所属的省级选区为圣马洛第一县。

## 人口

1962-2008年间拉古埃尼耶尔人口变化图示

拉古埃尼耶尔于2022年1月1日时的人口数量为2000人。